# 부산남중학교
부산남중학교(釜山南中學校)는 대한민국 부산광역시 영도구 남항동2가에 있는 공립 중학교이다.

## 학교 연혁
- 1951년 12월 19일 : 영도중학교 인가
- 1952년 4월 20일 : 개교
- 1952년 4월 21일 : 제1대 김용대 교장 취임
- 1952년 7월 19일 : 부산남중학교로 교명 개칭
- 1954년 3월 3일 : 제1회 졸업식
- 1984년 9월 5일 : 본관 구교사 철거 및 신관 18교실 신축
- 1986년 2월 15일 : 문교부지정 사회과 연구학교 지정
- 2004년 12월 31일 : 삼백관 준공
- 2019년 2월 27일 : 진로활동실 구축
- 2023년 2월 8일 : 제70회 졸업식(72명, 누계 29,390명)
- 2024년 9월 2일 : 제26대 마동진 교장 취임
- 2025년 3월 4일 : 제75회 입학식(65명)

## 참고 자료
- 부산남중학교 - 한국교육학술정보원 학교알리미